# Peripatopsis stelliporata
Peripatopsis stelliporata är en klomaskart som beskrevs av Sherbon och Walker 2004. Peripatopsis stelliporata ingår i släktet Peripatopsis och familjen Peripatopsidae. Inga underarter finns listade i Catalogue of Life.